# 1247 en santé et médecine
| Années de la santé et de la médecine : 1244 - 1245 - 1246 - 1247 - 1248 - 1249 - 1250    |
| Décennies de la santé et de la médecine : 1210 - 1220 - 1230 - 1240 - 1250 - 1260 - 1270 |

Cet article présente les faits marquants de l'année 1247 en santé et médecine.

## Événements

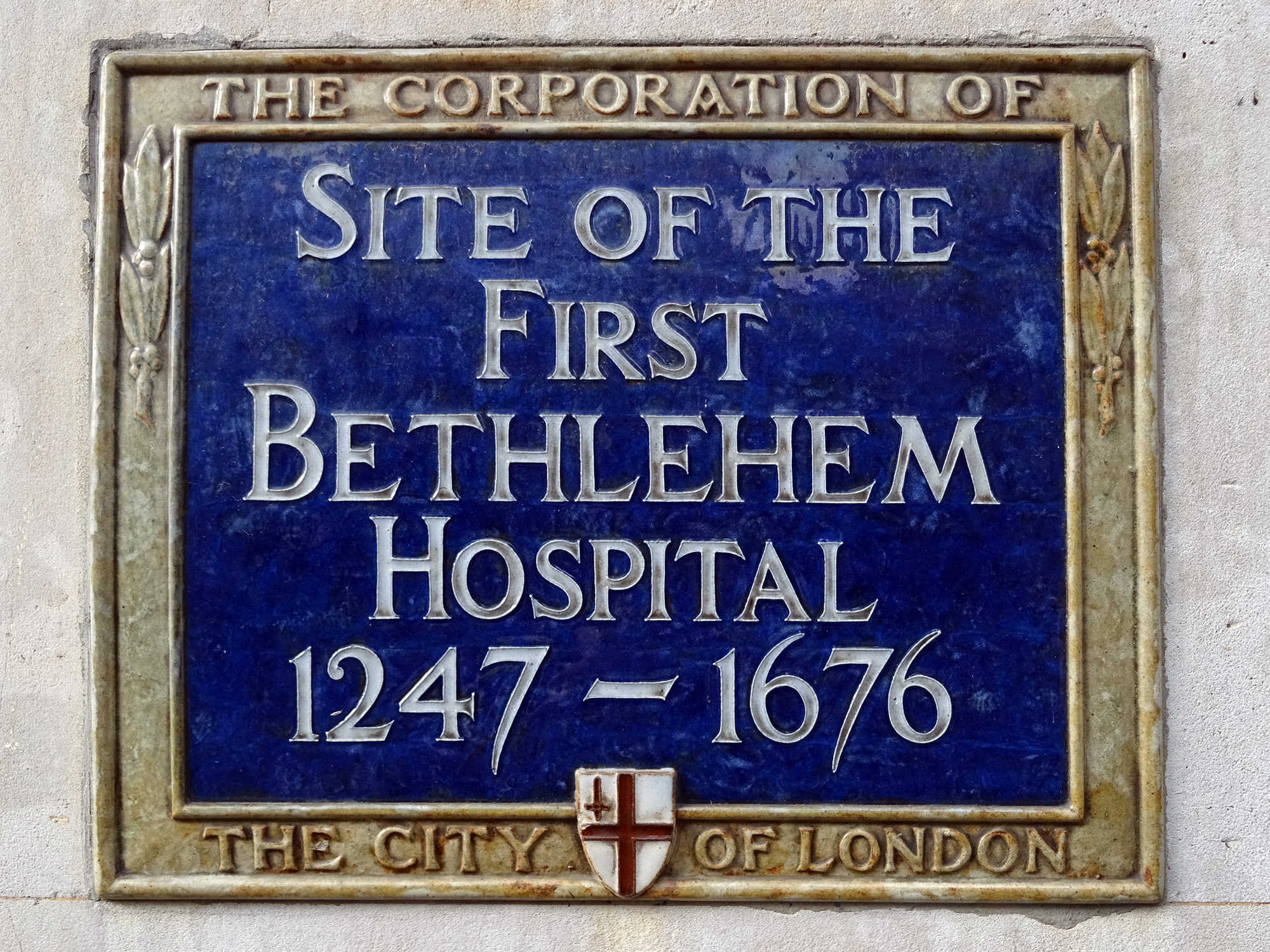
Plaque commémorative sur le site du premier Bethlem Hospital

- Le synode du Mans interdit expressément aux moines et au bas clergé la pratique de la chirurgie « par le fer et par le feu[1],[2] ».
- Fondation par Simon FitzMary, shérif de Londres, du prieuré de Notre-Dame de Bethléem (en) qui, devenu Bethlem Royal Hospital en 1337, et connu sous le nom de Bedlam Hospital, recevra ses premiers malades mentaux en 1357[3],[4].
- Naissance de Marguerite de Cortone († 1297), fondatrice en 1286, à Cortone, de l'hôpital de la Miséricorde, d'une congrégation de tertiaires franciscaines, dites Sœurs pauvrettes (Poverelle), et d'une confrérie associée[5],[6].
- Vers 1247 : Pierre d'Espagne le Médecin de Compostelle[7] achève le Liber de oculo (« Traité de l'œil[8] »).

## Naissances
- Gilles de Rome[9] (mort en 1316), disciple de Thomas d'Aquin, docteur de l'université de Paris, précepteur du futur roi de France Philippe le Bel, prieur général des augustins, archevêque de Bourges, auteur d'un ouvrage médical de référence « sur la formation du corps humain dans l'utérus » (De formatione corporis humani in utero[10]).
- 1247 ou 1248[11] : Rashid al-Din (mort en 1318), médecin, historien et homme d'État persan d'origine juive, « qui passe pour avoir été le premier à transmettre la médecine chinoise au monde occidental[12] ».

## Décès
- Pierre Lombard (né à une date inconnue), médecin du roi de France Louis IX[13],[14].